# Franziskaner-Klosterkirche (Berlin)

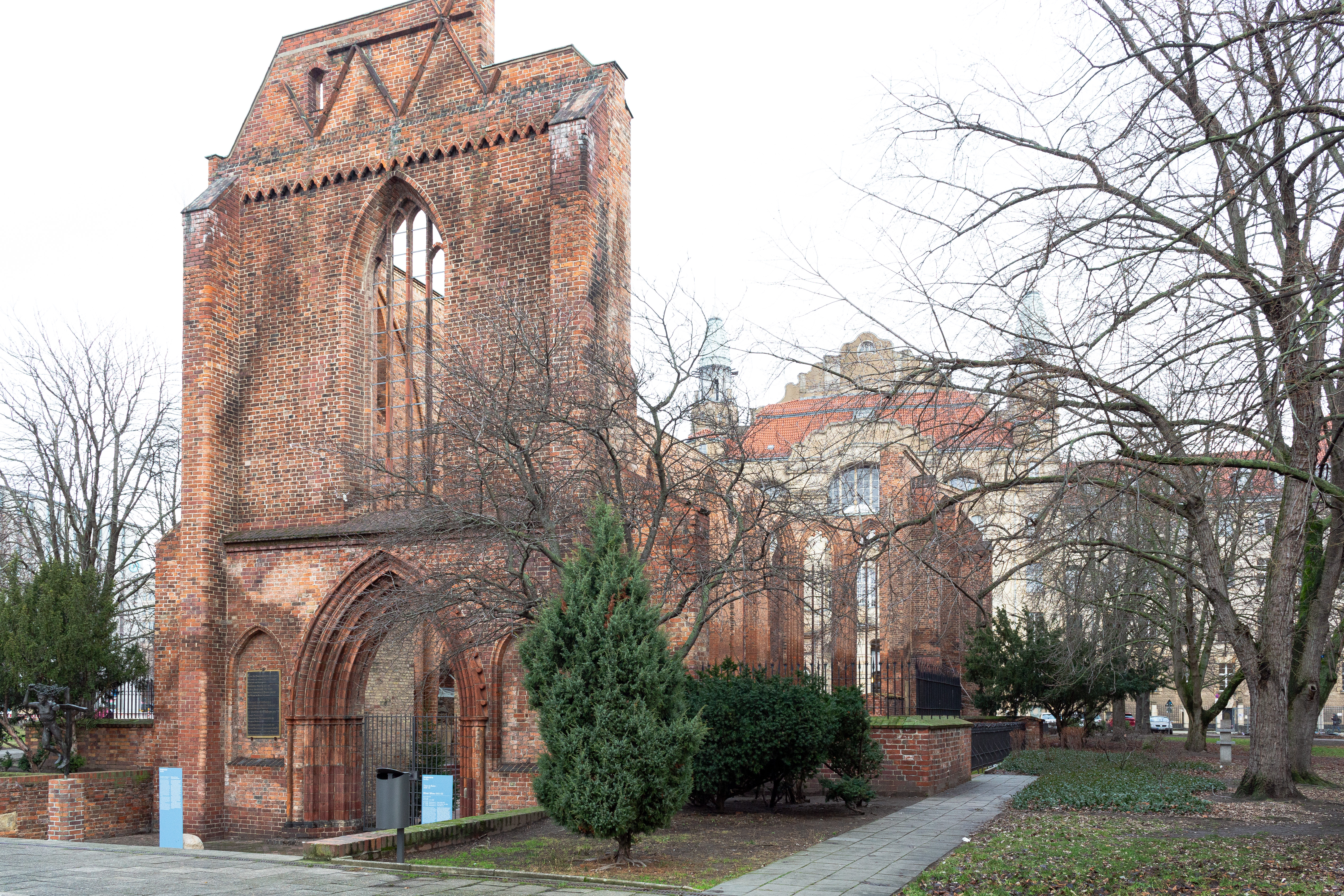
Kirchenruine des ehemaligen Franziskanerklosters in Berlin-Mitte (Graues Kloster), Blick auf die Westfassade

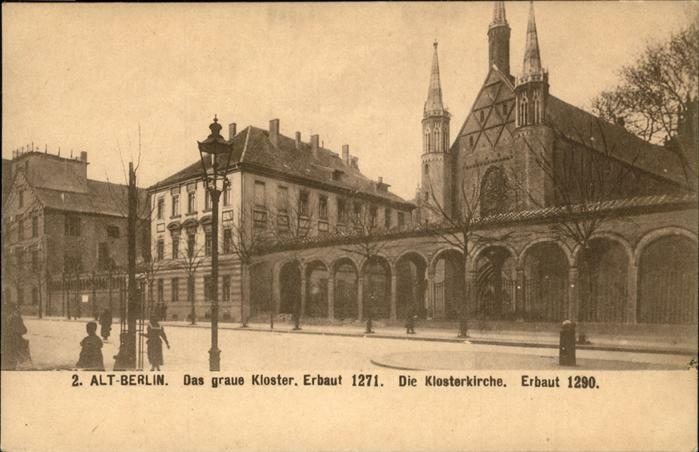
Graues Kloster und Klosterkirche zur Klosterstraße, Ansichtskarte, um 1910

Die Franziskaner-Klosterkirche in der Klosterstraße im Berliner Ortsteil Mitte ist die Ruine eines bis auf das Jahr 1250 zurückgehenden Gotteshauses. Sie gehört zu den wichtigsten Bauwerken der Backsteingotik in der Region und war einst die Kirche des dortigen Franziskanerklosters, das wegen der Farbe des Ordenshabits der Brüder Graues Kloster genannt wurde. Die Kirche ist womöglich das älteste in seiner einstigen Gestalt erhaltene Gebäude des alten Berlin. Sie ist heute ein Baudenkmal und wird seit den 1980er Jahren für Kulturveranstaltungen genutzt.

## Gründung und Baugeschichte

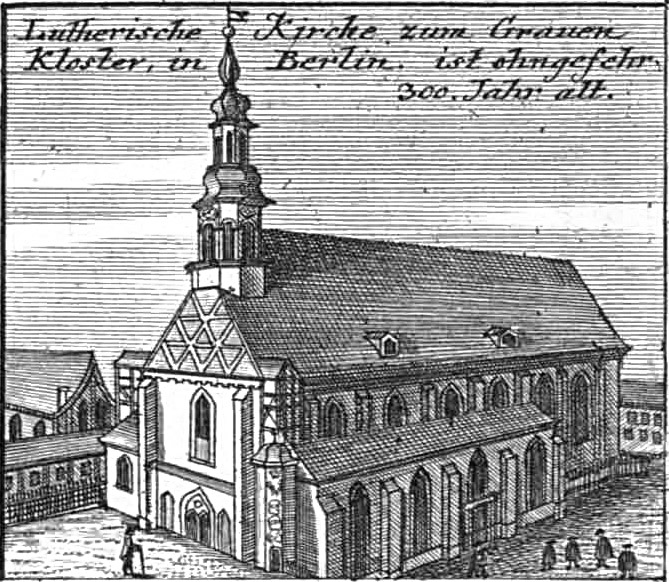
Bild der Klosterkirche, 1757

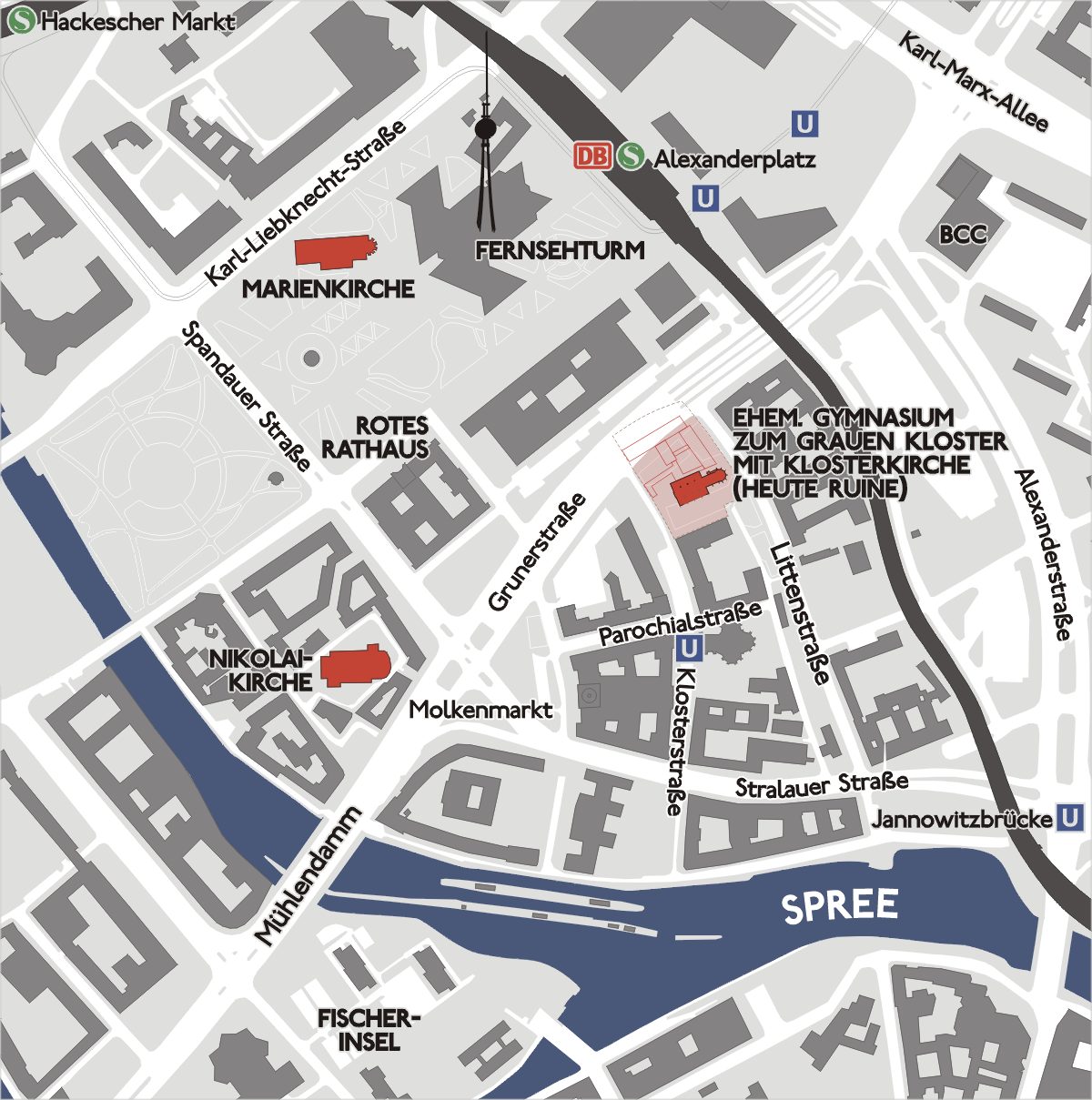
Lage des ehemaligen Franziskanerklosters und der Pfarrkirchen St. Marien und St. Nikolai in Berlin-Mitte

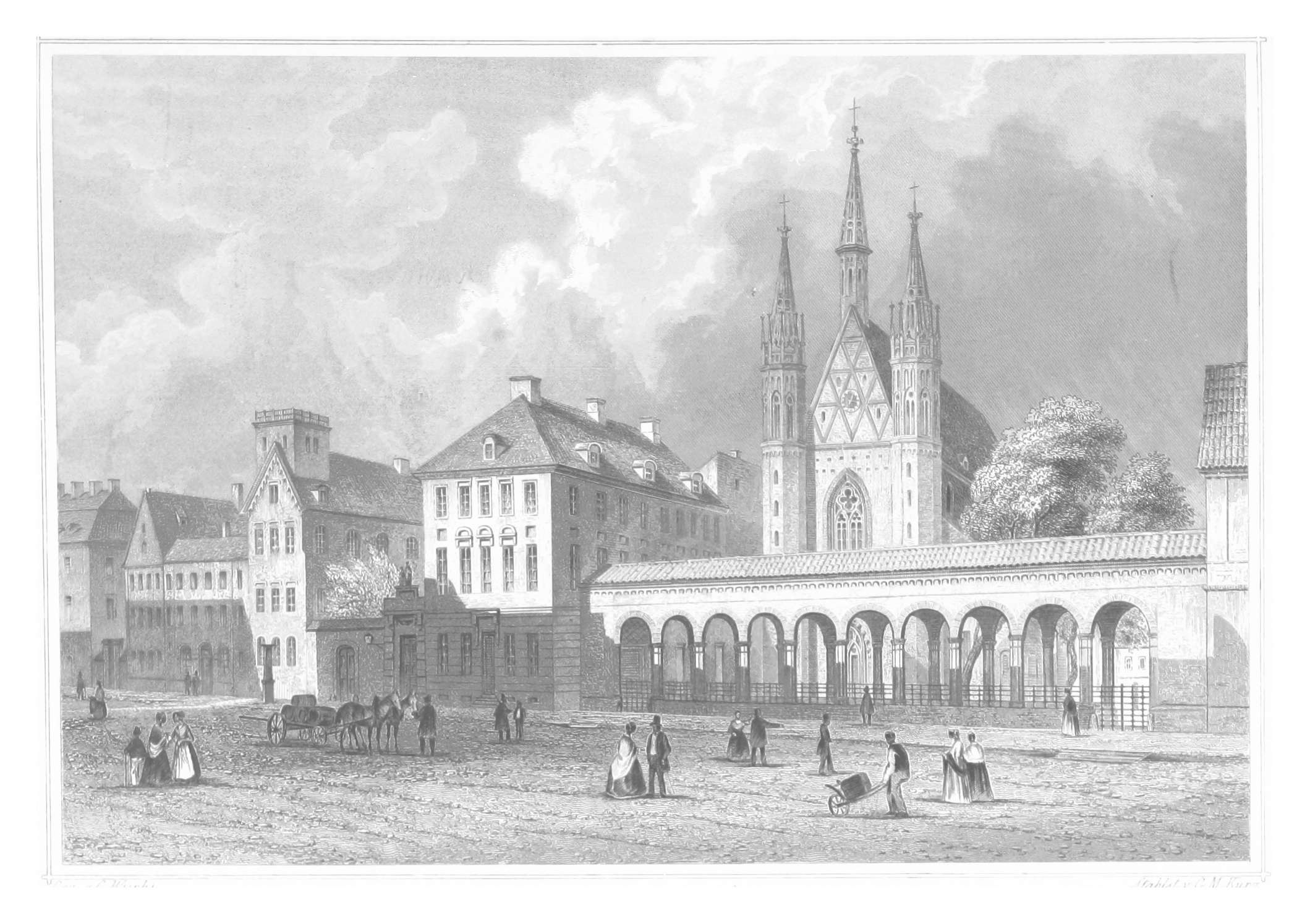
Bild des Grauen Klosters und der Klosterkirche, 1852

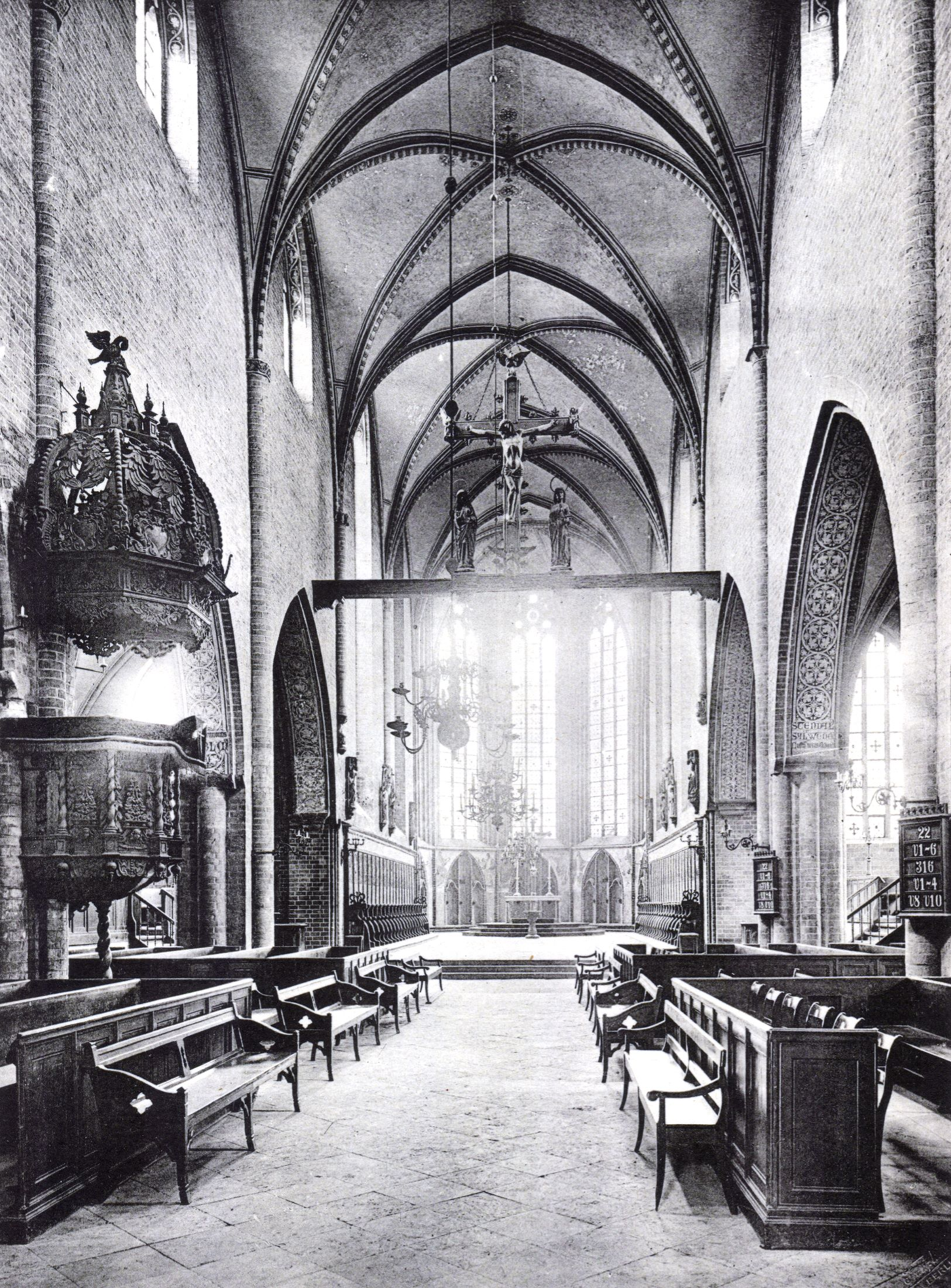
Blick durch das Langhaus, 1896

Die Geschichte der Kirche ist eng mit der frühesten Stadtgeschichte Berlins verbunden. Der 1209/10 im italienischen Assisi entstandene Franziskanerorden hatte in direkter Nachbarschaft des Sitzes der askanischen Landesherren, des Hohen Hauses, ein Kloster gegründet. Die heutige Kirchenruine stellt den letzten sichtbar verbliebenen Teil des Grauen Klosters dar. Ab 1249 ist dessen Existenz nachweisbar, allerdings schon für frühere Zeit anzunehmen. Sowohl die genauen Daten des Baubeginns wie auch der Verlauf der Errichtung sind in der Forschung umstritten und wurden durch baugeschichtliche und archäologische Untersuchungen zu erhellen versucht. Die Datierungsversuche variieren zwischen Mitte und Ende des 13. Jahrhunderts.
Eine der Hypothesen ist, dass sich an der Stelle der Backsteinkirche ein Vorgängerbau aus Feldstein befunden habe. Feldsteinreste in der Außenwand des nördlichen Seitenschiffs der Ruine sowie unter dem Chorabschluss könnten von dieser Feldsteinkirche stammen. Diese könnte 1249 errichtet worden sein und die Gestalt einer längsrechteckigen Saalkirche gehabt haben. In der zweiten Hälfte des 13. Jahrhunderts, um 1250–1265, oder auch 1260–1270 habe man mit dem Bau der frühgotischen Bettelordenskirche der Franziskaner begonnen und die vorhandene Bausubstanz integriert. Um 1300 sei dann das Chorpolygon am bestehenden Chor ergänzt worden.
Alternativ dazu wird die These vertreten, dass die Kirche mit einer Entwurfsänderung zu Baubeginn, aber in einer zusammenhängenden Baukampagne errichtet wurde. Die Feldsteinreste entstammten der ersten Bauphase, nicht aber einem unabhängigen Vorgängerbau. In der jüngsten Forschung, gestützt auf archäologische Untersuchung nach der Jahrtausendwende, wird diese These verstärkt vertreten und dabei ein Errichtungszeitraum im letzten Drittel des 13. Jahrhunderts angenommen. Die wenigen überlieferten Quellen zur Klostergeschichte ließen sich mit dieser späten Datierung gut in Einklang bringen: Das Grundstück des Franziskanerklosters, ursprünglich der südliche Teil des markgräflichen Sitzes in Berlin, wurde dem Orden 1271 vom Markgrafen überlassen. 1290 schenkte der Markgraf den Franziskanern eine Ziegelei. Beide Ereignisse waren in einer späteren Inschrift am heute verlorenen Chorgestühl festgehalten. Mit dieser historischen Deutung, so folgert der Bauforscher Stefan Breitling, relativiere sich der „Nimbus des ältesten gotischen Backsteinbaus in Berlin“.
Die Kirche unterschied sich gleichwohl von den bestehenden Kirchen der damaligen Doppelstadt Berlin und Kölln (St. Nikolai, St. Marien; St. Petri) und nahm für die die Entwicklung der gotischen Architektur in Berlin eine Vorreiterrolle ein. Es handelte sich um eine dreischiffige, vierjochige und kreuzgewölbte Basilika mit einem zweijochigen, auf die Breite des Mittelschiffs verengten Chor. Das Langhaus misst 29,5 m × 23,7 m, der Chor 22 m × 9,10 m. Das Chorpolygon hat einen Sieben-Zehntel-Schluss. An den Chor schlossen sich ursprünglich nördlich eine zweijochige Kapelle und ein Treppenturm zum Dach an.
Obwohl das Langhaus einen fast quadratischen Grundriss hat, wirkt die Kirche, noch heute spürbar, vergleichsweise schmal. Diese Raumwirkung entsteht durch die hoch aufragenden, nur mit Diensten und wenigen Kämpferkapitellen aus gebranntem Ton gegliederten Wände der Obergadenzone, die nur kleine, spitzbogige Fenster hat. Die recht weiten spitzbogigen Pfeilerarkaden öffnen den Bau ebenerdig aber zu den beiden Seitenschiffen hin, die an ihren jeweiligen Ostenden durch ein eigenes Fenster beleuchtet wurden. Die Klosterbauten schlossen sich an das nördliche Seitenschiff an.
Der Chor ist demgegenüber deutlich aus dem Mittelschiff herausgesetzt. Dies allein durch die komplexere Wandgliederung: Die Sockelzone unter den Fenstern ist hier mit je einer spitzbogigen Blendnische mit Kleeblattarkaden unter den Fenstern gegliedert. Die Wände zwischen den Nischen waren mit Heiligendarstellungen in Fresko verziert (u. a. solche der Hl. Andreas und Bartholomäus). Die sehr hohen spitzbogigen Fenster mit profilierten Gewänden erhellten zudem das Chorhaupt deutlich. Durch die leichte Verbreiterung des Polygons nach außen entsteht dort ein fast zentrischer Raumeindruck. Dieser Chortypus wird als Vorbild für die Brandenburger und die Stettiner Franziskanerkirchen angesehen.
Eine weitere Eigenheit der Baugestalt der Klosterkirche sind die auf beiden Seiten des Mittelschiffs alternierenden Pfeilerformen. An den noch erhaltenen Pfeilern und Basen ist zu sehen, dass Bündelpfeiler mit polygonalen Grundrissen sowie solche mit quadratischem Pfeilergrundriss, je eine halbrunden Dienst pro Seite, einander abwechselten.
Vom schlichten Kreuzrippengewölbe der Kirche ist nach der Zerstörung der Kirche nichts erhalten. Dessen Ansatz lässt sich heute durch verbliebene Schildbögen noch erahnen. Die Kirche war, den Ordensregeln der Franziskaner entsprechend, turmlos; das Dach trug aber einen Reiter.
Im Jahr 1365 wurde der brandenburgische Kurfürst Ludwig d. J. von Bayern hier beigesetzt.

## Aufhebung des Klosters, Umgestaltungen
Die Bauarbeiten an der Backsteinkirche dauerten bis in die erste Hälfte des 14. Jahrhunderts. Um 1500 wurde der Bau saniert. Infolge der in Berlin 1539 eingeführten Reformation wurde das Kloster aufgelöst, die Franziskaner mussten es verlassen. Ab 1571 befand sich in den Räumen des ehemaligen Klosters die erste Berliner Druckerei. 1574 wurde hier das Berlinische Gymnasium zum Grauen Kloster eröffnet. Berühmte Schüler und Lehrer wie Karl Friedrich Schinkel, Friedrich Ludwig Jahn und Otto von Bismarck besuchten auch die Klosterkirche. Leonhard Thurneysser, der auch die Druckerei anlegte, ließ die Kirche 1583/1584 restaurieren.
In der zweiten Hälfte des 17. Jahrhunderts wurden kleine bauliche Veränderungen vorgenommen. So wurde der alte Treppenturm abgerissen und dafür eine neue Fachwerktreppe an der Westseite errichtet. Eine 1579 entstandene ältere Orgel wurde 1689 ersetzt durch eine neue Orgel. 1712 wurde im Mittelschiff der Lettner, der den Altarraum vom Kirchenschiff trennte, abgerissen. Im gleichen Jahr brannte es im Dachstuhl. Sieben Jahre später wurden Restaurierungsarbeiten durchgeführt, wobei der Fußboden um einen Meter erhöht wurde und die zwei nördlichen Chorfenster zugemauert wurden.
In der ersten Hälfte des 19. Jahrhunderts erfolgten umfangreiche Umbauarbeiten. 1826 wurde der Giebelturm abgetragen; ab 1842 wurden an der Westseite zwei neue Türme errichtet; der Fußboden wurde wieder abgesenkt und eine neue Sakristei gebaut. Den Bauarbeiten gingen verschiedene Baupläne von Karl Friedrich Schinkel, Christian Gottlieb Cantian und dem damaligen Oberbauinspektor Wilhelm Berger voraus. Erst der zweite Plan Bergers wurde schließlich umgesetzt. Die Bauarbeiten dauerten bis 1845. 1844 lieferte Carl August Buchholz eine neue Orgel mit 25 Registern.
Die meisten Änderungen des 19. Jahrhunderts wurden ab 1926 wieder rückgängig gemacht, nachdem die Kirche ab 1902 wegen starker Feuchtigkeit im Mauerwerk geschlossen worden war. Die neue Weihe fand am 24. Mai 1936 statt. Auch eine neue Orgel wurde 1936 aufgestellt von der Firma W. Sauer. Sie besaß 29 Register auf zwei Manualen und Pedal und war ganz im Sinne der Orgelbewegung disponiert.

## Zerstörung
Das Gebäude wurde im Zweiten Weltkrieg bei einem alliierten Luftangriff am 3. April 1945 zerstört. Ab 1950 wurden die Trümmer entfernt und die Ruine von 1959 bis 1963 gesichert. Die übrigen, ebenfalls ruinös erhaltenen Klostergebäude wurden vollständig abgerissen. Die Umgebung der Kirchenruine wurde als Grünanlage gestaltet, an die jenseits der Littenstraße das Geschäftsgebäude für einen Teil der Zivilabteilungen des Landgerichts Berlin und für das Amtsgericht Mitte grenzt.

Die Ruine der Klosterkirche
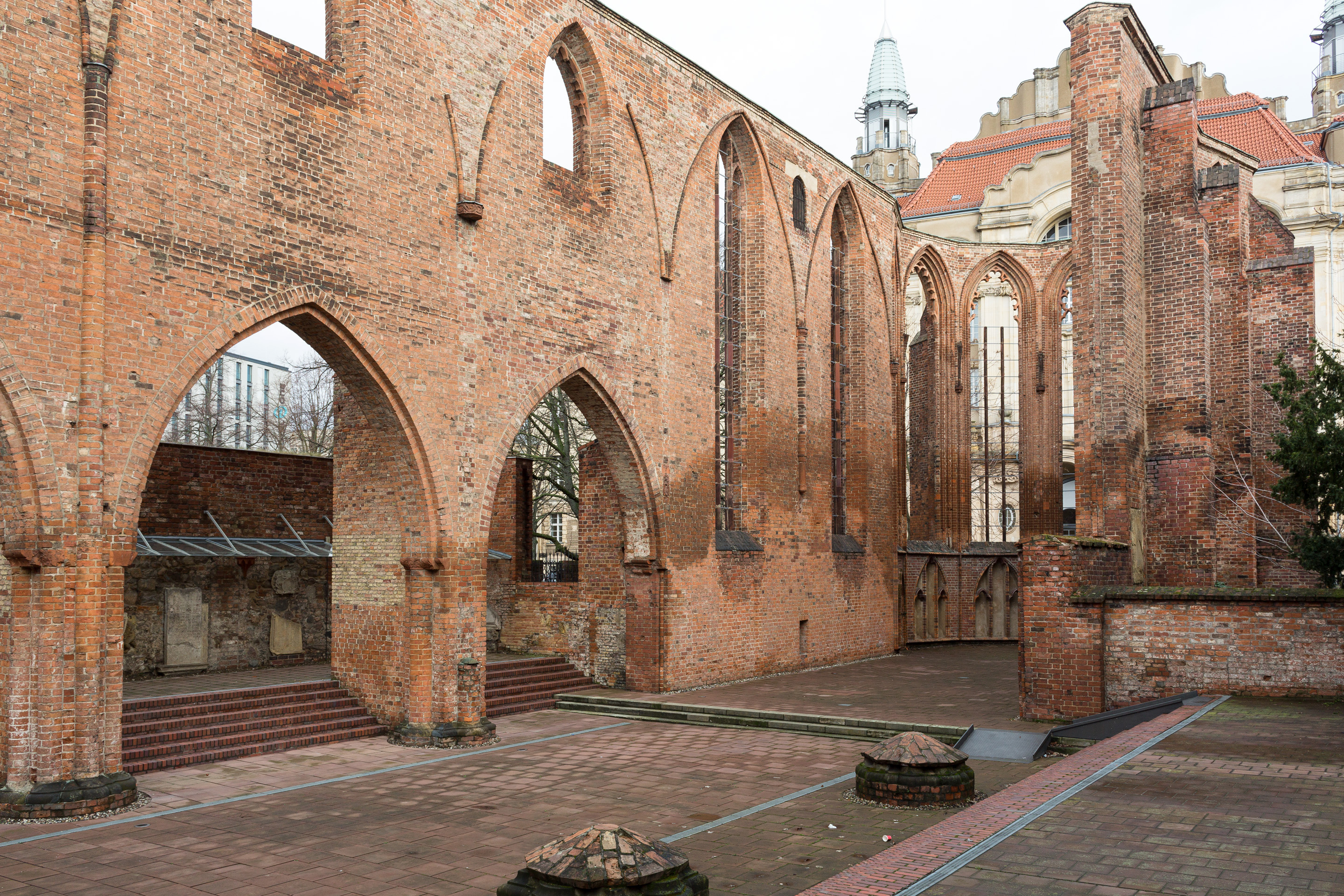
Pfeilerarkaden und Obergaden des Langhauses
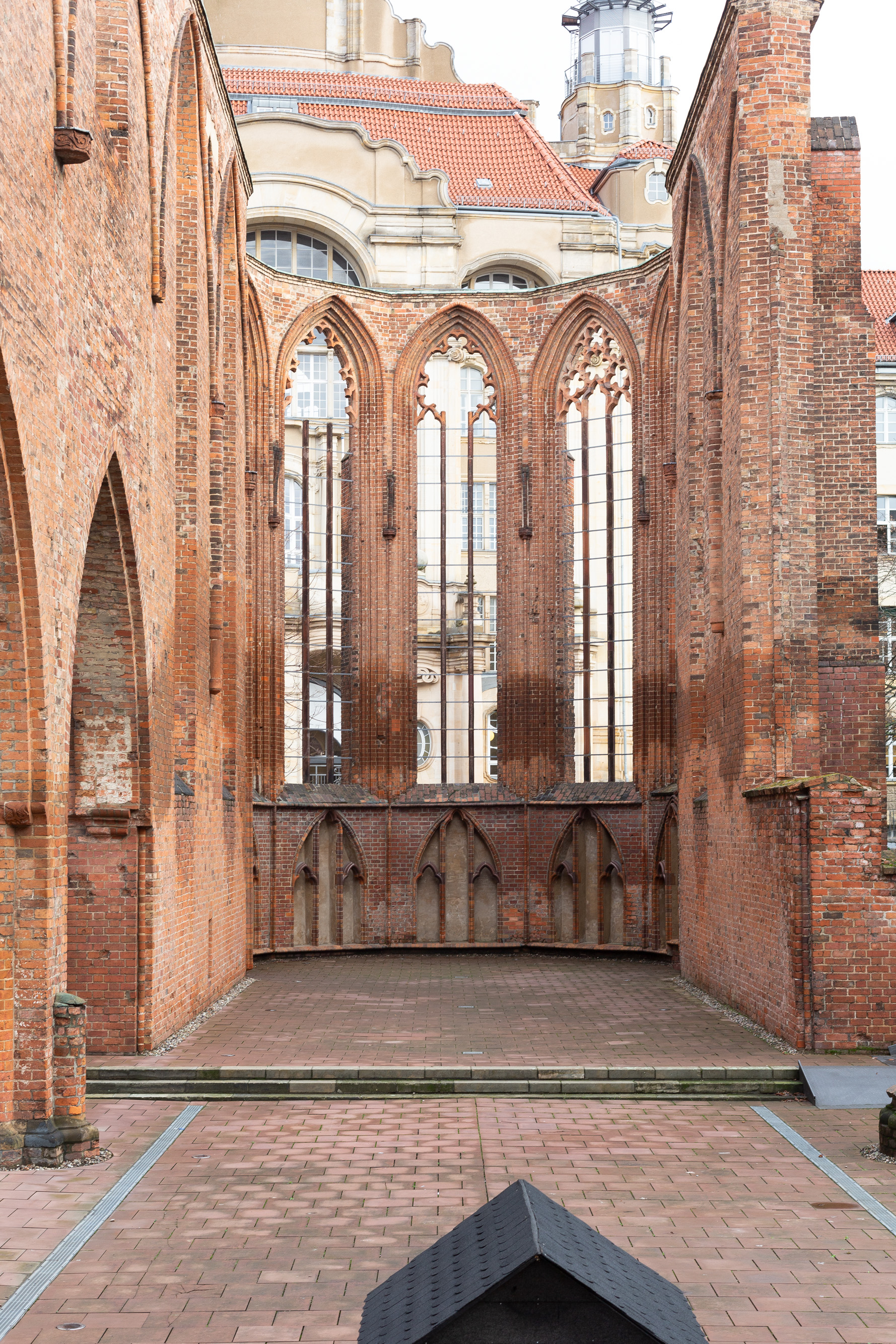
Langhaus und Chor
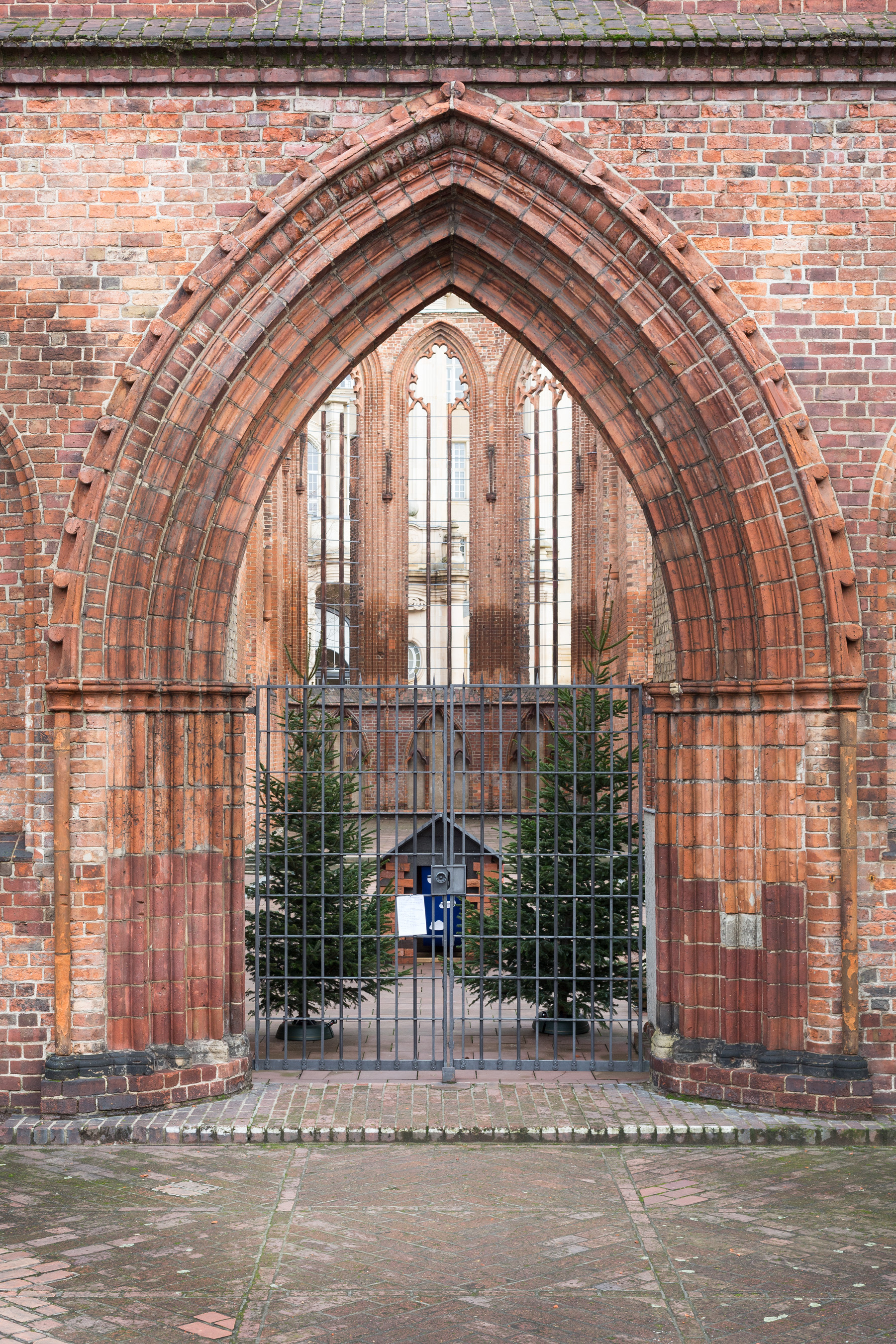
Gewändeportal der Westfassade
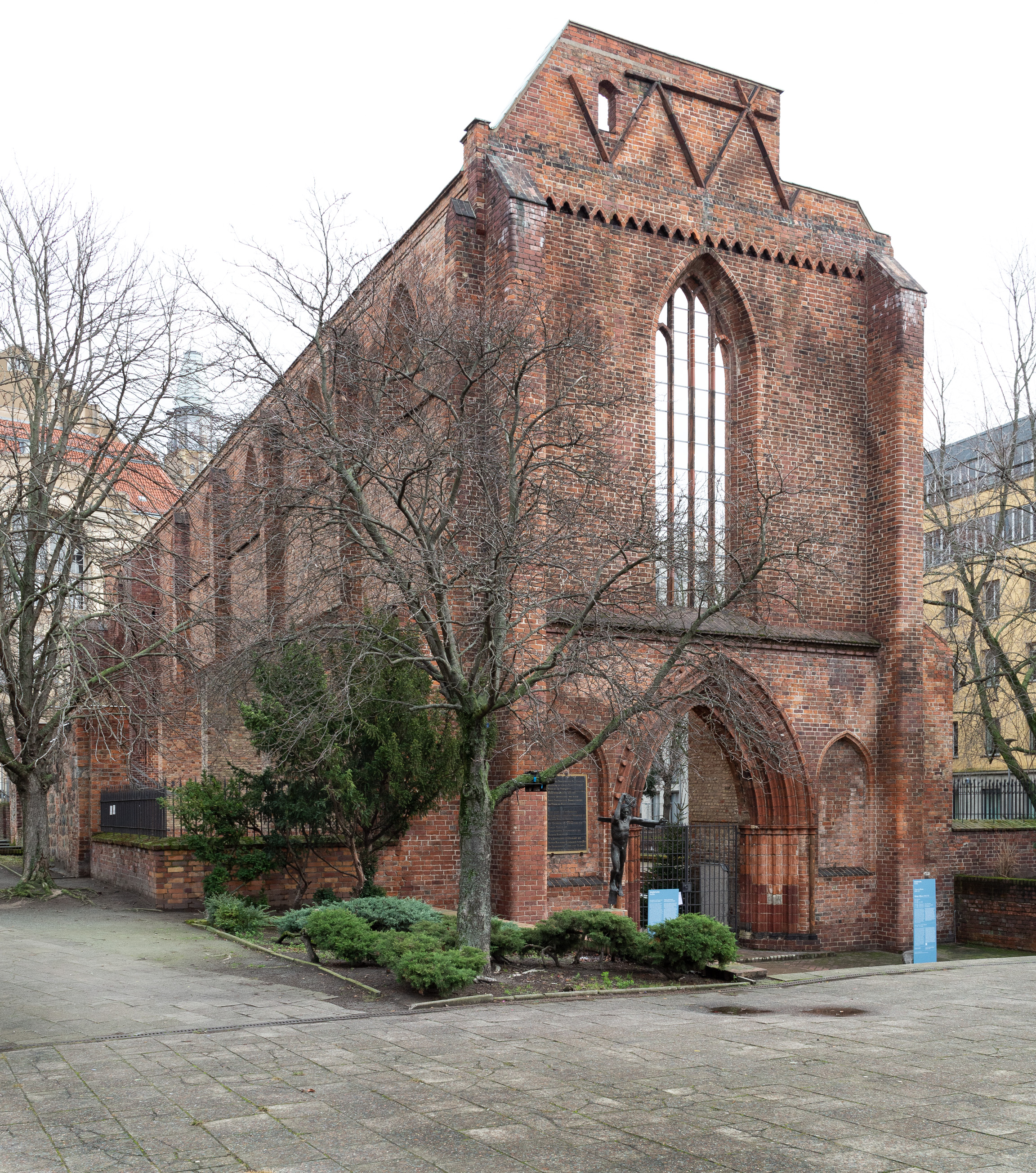
Westfassade
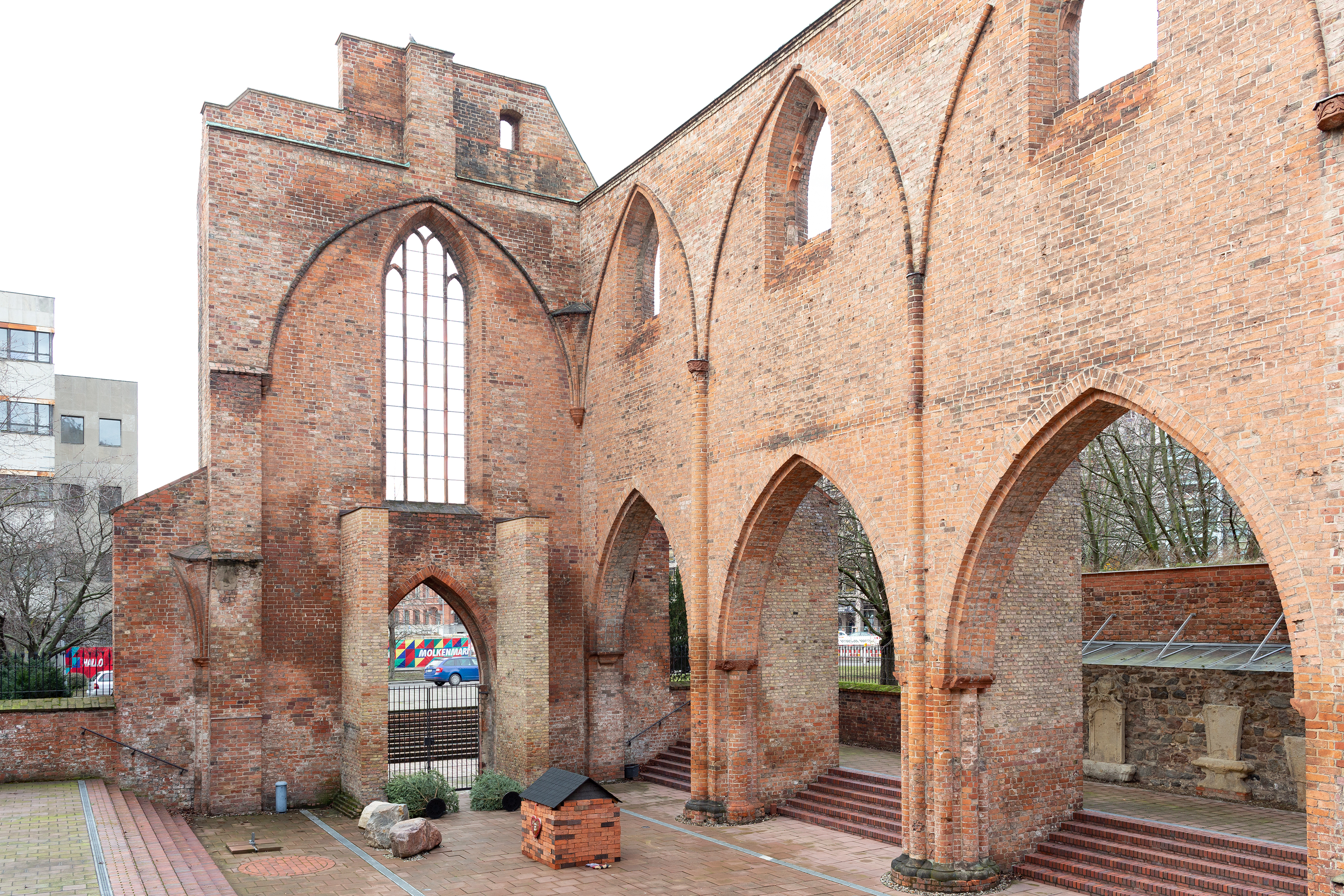
Mittelschiff, nördliche Arkaden und Westportal
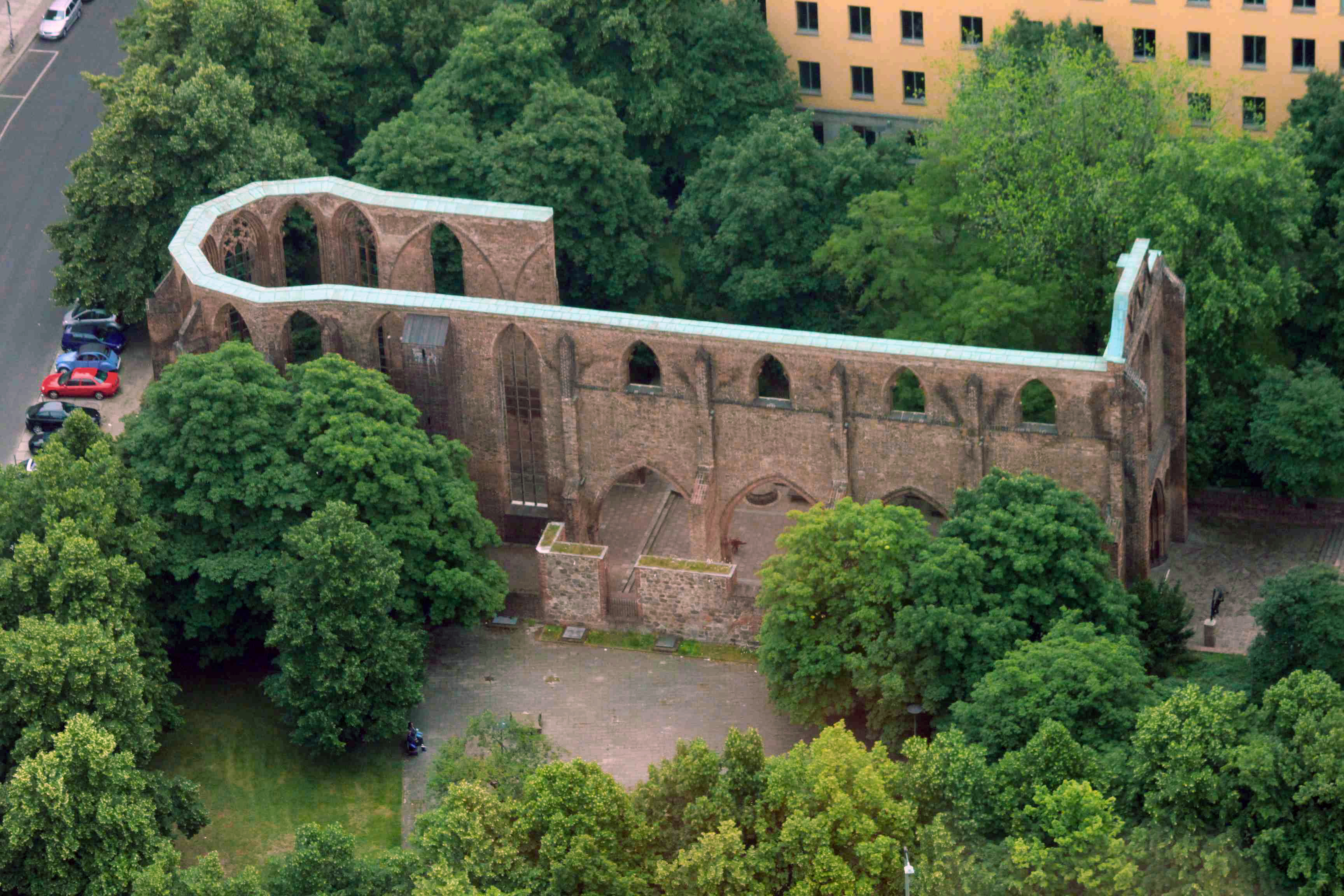
Ruine der Klosterkirche vom Fernsehturm aus gesehen
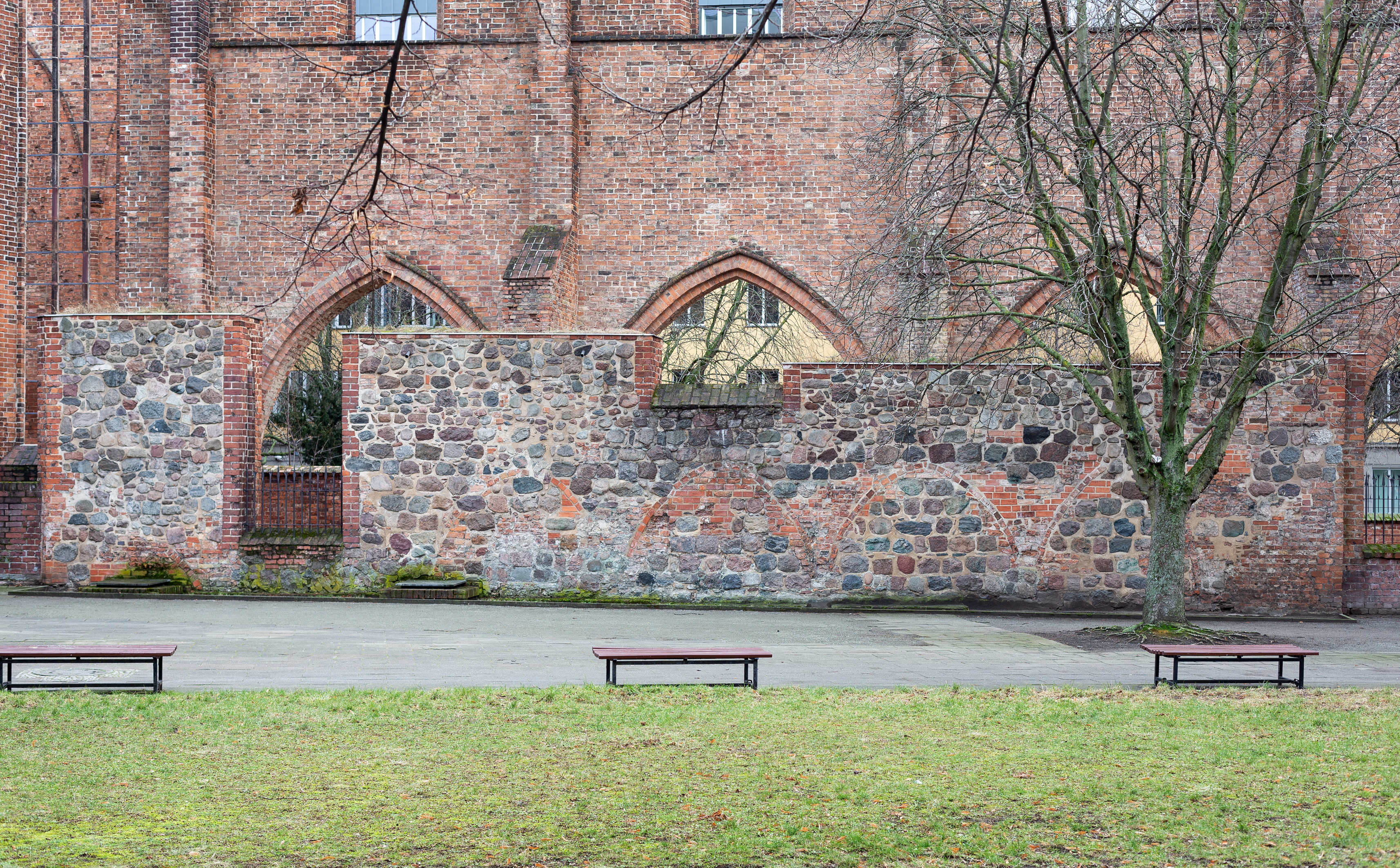
Außenwand des nördlichen Seitenschiffs in Feldstein

## Heutige Nutzung
In den 1980er Jahren begann die Nutzung des Denkmals als Ausstellungs- und Veranstaltungsort. Seit 1987 wurden in der Kirchenruine Kunst, u. a. skulpturale Arbeiten, präsentiert. Dieses Nutzungskonzept überdauerte die politische Wende; 1992 gründeten Berliner Kunst- und Kulturschaffende einen Förderverein, der fortan das Gelände betreute. In den Jahren 2003/2004 erfolgte eine weitere Restaurierung der Ruine. Sie wird gegenwärtig für Ausstellungen, Theateraufführungen und Konzerte genutzt. 2016 übernahm das Bezirksamt Mitte die Betreuung des Orts.

## Umgestaltung des Molkenmarkts

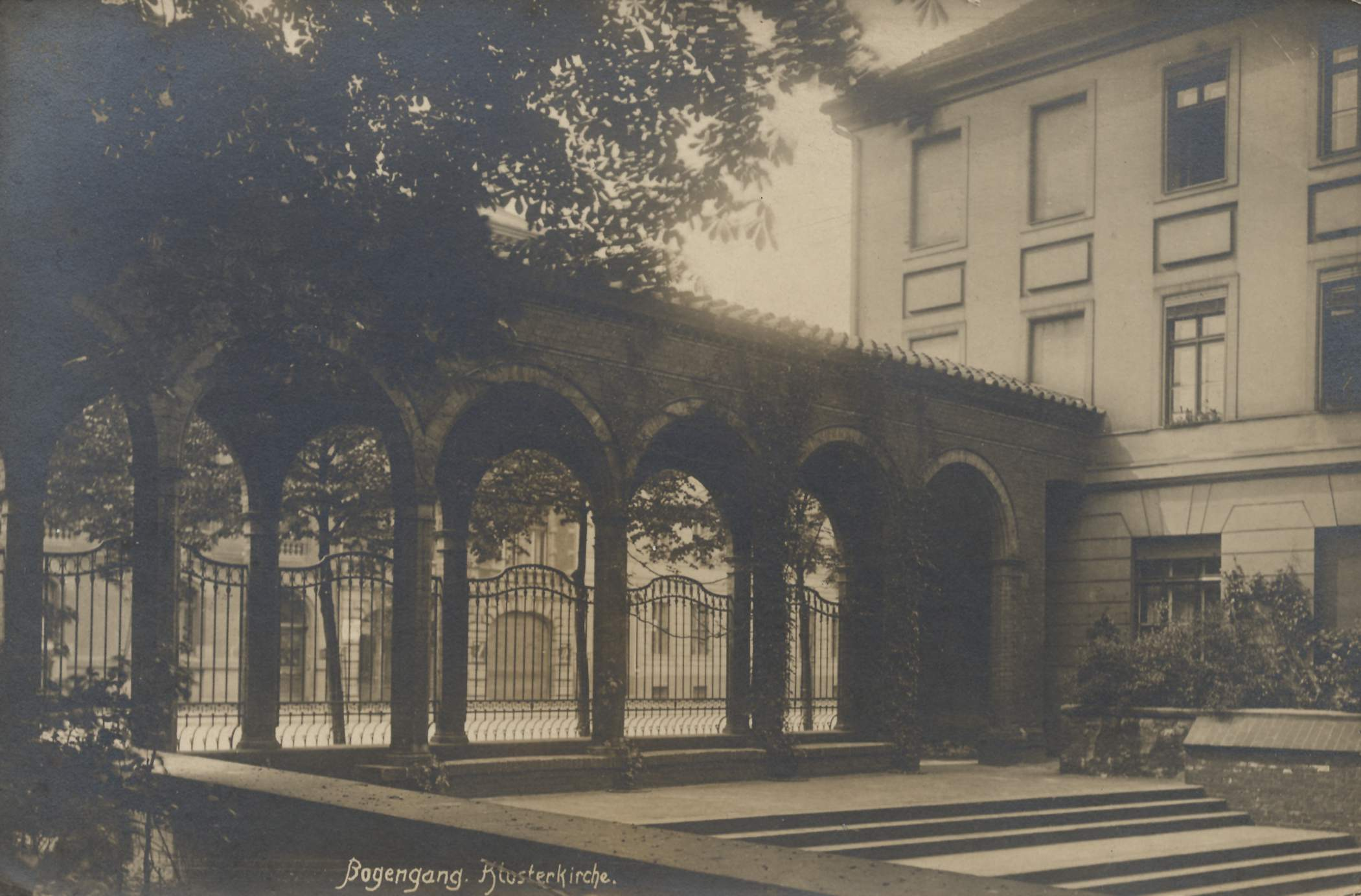
Bild der Arkaden von der Klosterkirche aus gesehen, ca. 1900

Der südlich an das Areal des Grauen Klosters angrenzende alte städtische Siedlungskern, der Molkenmarkt, soll auf Beschluss des Berliner Senats von 2016 neu gestaltet werden. Geplant ist eine kleinteilige Bebauung des Quartiers in Anlehnung an historische Blockstrukturen. Beide im Dezember 2021 gekürte Siegerentwürfe des Wettbewerbs für die Neugestaltung sehen eine architektonische Eingliederung der Klosterkirche vor; einer sogar die Rekonstruktion der zerstörten Arkaden zwischen Kirchenruine und Klosterstraße.